# 楊維哲
楊維哲（英語：Wei-Zhe Yang，1939年11月21日—），是臺灣著名的數學家、教育家與公共知識分子，現為國立臺灣大學數學系名譽教授 （页面存档备份，存于）。在聯考時代曾擔任多次大學聯考闈場 （页面存档备份，存于）闈長。致力推廣台語，並以台語教授數學，讓人津津樂道。把教書當成一門表演藝術，上課方式隨性自由，自我風格強烈。

## 簡歷
楊維哲在1964年畢業於國立臺灣大學數學系，1971年取得美國普林斯頓大學數學博士，擅長數學分析、機率、物理數學、應用數學，並於同年起任教於臺大數學系，是《何謂實數》一書的作者。
楊維哲致力推廣台語，支持臺語通用拼音、用台語教授數學。他更和李鴻禧、陳金次 （页面存档备份，存于）於1985年成立臺灣首個有關布袋戲的民間團體西田社布袋戲基金會。此外，他對權貴子弟教育亦十分關注，同時也支持台灣獨立運動，是台灣教授協會的成員。
楊維哲曾任建國黨第一屆紀律委員會主任委員。2000年4月7日，建國黨第一屆主席李鎮源等23人召開記者會，以建國黨完成階段性任務為由宣布集體退出建國黨，楊維哲也在其中。
2012年7月2日，一群臺大師生與來賓為數學系畢業的陳文成在當年的遇難事故現場舉辦追思紀念晚會，楊維哲一開始就表示對於台大校長李嗣涔感到很不屑，他說由於之前每年7月2日剛好是他大學入闈的時間，陳文成事件發生時他剛好在闈場裡面，每次想到這裡他都會很痛苦。他說，當初成立陳文成基金會 （页面存档备份，存于）時，還有許多台大老師來勸說「不要再鬧這件事了」。他說，像他這麼膽小的人，想到還有什麼更壞的事，就不管這些勸阻，從一開始就擔任基金會的創辦成員。

## 家庭
楊維哲的父親是畫家楊啟東。楊維哲大學時父親希望他唸讀醫學系，後來因興趣改讀數學系。楊維哲的兒子為楊柏因 （页面存档备份，存于），乃資優跳級生，曾任教於淡江大學數學系，現任中央研究院資訊科學研究所 （页面存档备份，存于）研究員；女兒為知名崑曲演員楊汗如。

## 作品
- 《微積分先修》，2017
- 《初中資優生的解析幾何學》，1991
- 《高中資優生的立體解析幾何學》，1988
- 《商用數學（含商用微積分）》，1985
- 《微積分》，1984
- 《數系的意義和構造（高等數學入門）》，1980

## 資料來源
1. ↑  . 三民網路書局. 2023-08-28 （中文）.
2. ↑  .   [2010-06-14]. （原始内容存档于2010-03-28）.
3. ↑  郭淑媛. . 中時晚報. 2000-04-07  [2015-09-11]. （原始内容存档于2016-09-15） （中文（臺灣））.
4. ↑  追思陳文成晚會 民眾為他立碑 （页面存档备份，存于）,新頭殼newtalk, 2012.07.02
5. ↑  為陳文成立碑 台大教授怕鬧鬼反對 （页面存档备份，存于）,新頭殼newtalk, 2012.07.06
6. ↑  . homepage.iis.sinica.edu.tw.   [2021-06-22]. （原始内容存档于2021-06-24）.
7. ↑  .   [2007-03-21]. （原始内容存档于2007-10-23）.

## 外部連結
- 楊維哲: 從大學生活到陳文成事件 （页面存档备份，存于）

楊維哲文章：
- 拼音與數學 （页面存档备份，存于）
- 數學知識- 作者：楊維哲 （页面存档备份，存于）